# Jo Ann Emerson

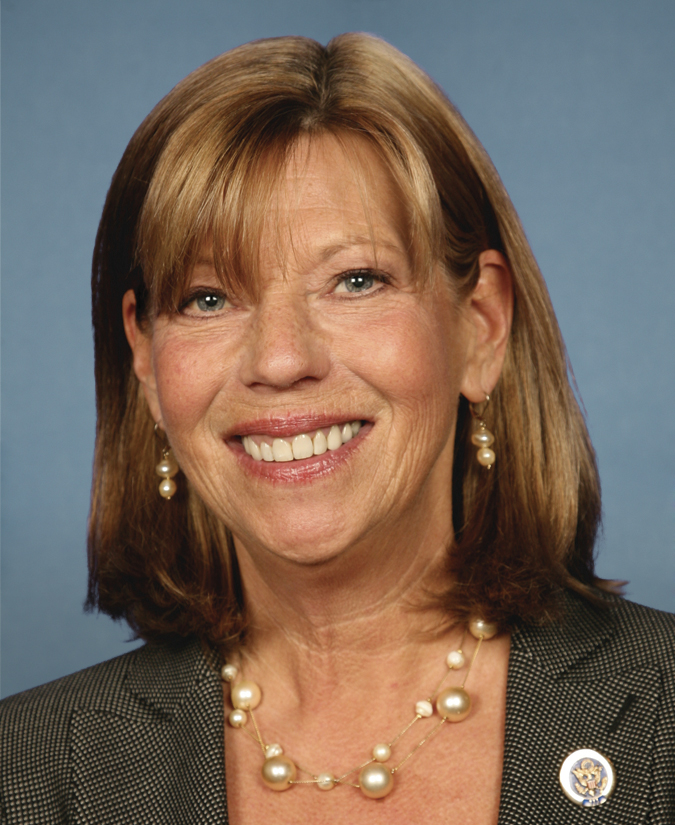
Jo Ann Emerson (2009)

Jo Ann Emerson (* 16. September 1950 in Bethesda, Maryland) ist eine US-amerikanische Politikerin. Von 1996 bis 2013 vertrat sie den Bundesstaat Missouri im US-Repräsentantenhaus.

## Werdegang
Jo Ann Hermann, so ihr Geburtsname, besuchte bis 1972 die Ohio Wesleyan University in Delaware. Im Jahr 1975 heiratete sie den späteren Kongressabgeordneten Bill Emerson, mit dem sie zwei Töchter hat. Nach dem Tod ihres Mannes, der während seiner Zeit als Abgeordneter verstarb, wurde sie zunächst als unabhängige Kandidatin bei der fälligen Nachwahl für den achten Sitz von Missouri zu dessen Nachfolgerin im US-Repräsentantenhaus in Washington, D.C. gewählt, wo sie am 5. November 1996 ihr neues Mandat antrat. Nach acht Wiederwahlen als Kandidatin der Republikanischen Partei konnte sie ihr Mandat bis zu ihrem Rücktritt am 22. Januar 2013 ausüben. In diese Zeit fielen unter anderem die Terroranschläge am 11. September 2001 und der Irakkrieg.
Emerson war zuletzt Mitglied im Bewilligungsausschuss und in drei von dessen Unterausschüssen. Sie wird zum moderaten Flügel ihrer Partei gezählt und gehörte innerfraktionell der Republican Main Street Partnership an. In ihrer Zeit im Parlament hat sie oftmals gegen die Mehrheit ihrer Fraktion gestimmt. Zuletzt war sie dienstältestes Kongressmitglied (Dean) aus Missouri.
Sie legte ihr Mandat Anfang 2013 nieder, um die Funktion als Präsidentin und CEO der National Rural Electric Cooperative Association zu übernehmen, eines Energiedienstleisterverbundes. Als ihr Nachfolger wurde von der Republikanischen Partei Jason Smith nominiert, Abgeordneter im Repräsentantenhaus von Missouri. Die Nachwahl fand am 4. Juni 2013 statt, bei der Smith gewählt wurde.